# Flieden
Flieden település Németországban, Hessen tartományban. Lakosainak száma 8745 fő (2023. december 31.). Flieden Schlüchtern, Neuhof (bei Fulda) és Kalbach községekkel határos.

## Népesség
A település népességének változása:
| Lakosok száma | 8720 | 8701 | 8629 | 8575 | 8673 | 8745 |
|               | 2016 | 2017 | 2019 | 2021 | 2022 | 2023 |